# ConTeXt
ConTeXt je višefunkcionalni tekst procesor. Prvenstveno je namijenjen za izradu strukturiranih dokumenata, automatsko stvaranje dokumenata, kvalitetnu tipografiju i višejezično slaganje. Dijelom je baziran na TeX-u. Mogućnosti ConTeXt-a su prilično velike, i između ostalog uključuju sučelja za baratanje mikrotipografijom, fusnotama i klasama fusnota, OpenType font i njihovim značajkama. Pored toga, nudi i podršku za baratanje bojama, pozadinama, poveznica, izradu prezentacija, slaganje teksta i slika, i uvjetno kompajliranje. Omogućuje korisniku kontrolu nad formatiranjem i istovremeno jednostavno stvaranje novih oblika stranice i stilova bez potrebe za baratanjem TeX makroima niskog nivoa.
ConTeXt se često uspoređuje s LaTeX-om, ali primarni cilj tih dvaju projekata je vrlo različit. ConTeXt je dizajniran kao sustav za slaganje teksta koji nudi korisnicima jednostavno i konzistentno sučelje za pristup naprednim tipografskim značajkama teksta koji obrađuje, što je prikladno za općenite tipografske zadatke. S druge strane, LaTeX-ov ideja je bila korisnika osloboditi odlučivanja o tipografiji, što je pristup koji je prvenstveno prikladan za članke u znanstvenim časopisima. LaTeX se razvio dalje od te originalne ideje, ali ConTeXt-ov unificirani dizajn izbjegava konflikte među paketima koji se mogu dogoditi kada se koristi LaTeX.